# Хурджин
Хурджин или хурджун (перс. خرجین‎ xorjin, азерб. xurcun, арм. խուրջին, груз. ხურჯინი – название происходит от арабского خُرْج (xurj) в двойственном числе خرجین (xurjīn), что означает перемётную суму) — традиционная восточная сумка, сотканная ковровой техникой из разноцветных шерстяных волокон и украшенная бубенчиками. Состоит из двух отделений (мешков). Хурджины могут иметь разные размеры. В основном предназначен для переноски сельскохозяйственных продуктов или домашней утвари.
С давних времён хурджун использовался у народов Центральной Азии и Кавказа, а также на Алтае.
В Азербайджане большие перемётные сумки-хурджуны делали из односторонней и двусторонней безворсовой ткани. В Армении хурджины были кожаными или шерстяными.